# Mylothris leonora
Mylothris leonora is een vlindersoort uit de familie van de Pieridae (witjes), onderfamilie Pierinae.
Mylothris leonora werd in 1928 beschreven door R. Krüger.